# Colt 933
A Colt Modelo 933 é uma carabina compacta baseada na AR-15 e suas variantes (M16 e M4), produzida pela Colt desde 1995. Devido ao seu tamanho compacto, o Colt 933 variante de cano curto continua a ser usada por várias Forças Especiais dos EUA e por algumas forças estrangeiras, incluindo as Forças Especiais Israelenses.

## História
Durante a Guerra do Vietnã, a Colt lançou uma variante de carabina do M16 conhecida como XM177, para combate a curta distância. O comprimento do cano era reduzido para 25 centímetros (10 polegadas), o que prejudicava a balística, reduzia seu alcance e precisão, além de causar considerável clarão e explosão na saída da bala do cano. A Colt acabaria por consertar isso parcialmente, adicionando um grande supressor de flash, embora isso não ajudasse com o barulho alto da arma. Mais tarde, a Colt aumentaria o comprimento do cano para 11,5 polegadas (290 mm) em resposta aos testes de campo, e o rifle seria adotado como XM177E2, sendo atribuído às unidades MACV-SOG . Isso reduziu os problemas de clarão e explosão que o XM177E1 de 10 polegadas tinha, com a nova versão sendo produzida até 1970.
Após a Guerra do Vietnã, a Colt concentrou sua atenção principalmente em carabinas com canos de 14,5 polegadas (370 mm) e 20 polegadas (510 mm), mas continuou a fabricar carabinas de 11,5 polegadas (290 mm), que eram chamavam de "Commandos". O primeiro deles foi o Colt Modelo 733, criado a partir de peças de reposição de outros fuzis que a empresa possuia disponíveis para testes/uso. Estas carabinas tornaram-se populares entre a polícia e usuários de forças especiais, como a Delta Force e a força de reconhecimento da USMC.
Em 1995, a Colt introduziria o Modelo 933 como M16A2 Commando, após o sucesso da Carabina M4. Esses fuzis "Commando" modernizados têm um receptor "flattop", com uma alça de transporte removível e um trilho Picatinny MIL-STD-1913, além de capacidade de disparo semiautomática e automática. As peças também são intercambiáveis com a carabina M4. Apesar de sofrer de alguns dos mesmos problemas que afetaram as carabinas parecidas anteriores, a Colt Modelo 933 ainda continua muito popular entre algumas delegacias de polícia e de forças especiais americanas ao redor do globo. Mais tarde, a Colt renomearia o Modelo 933 como M4 Commando, com algumas pequenas mudanças.

## Utilizadores
- Afeganistão
- Israel
- Sérvia: Usado pelas Unidade Especial Antiterrorista.
- Estados Unidos: Usados pela Divisão Metropolitana da LAPD[2] e pela força de reconhecimento do Corpo de Fuzileiros (USMC).[3]